# Richwood Hall
A Richwood Hall, também conhecida como Richwoods, é uma casa perto de Charles Town, na Virgínia Ocidental. As terras uma vez pertenceram a George Washington, que as recebeu de Thomas Fairfax e posteriormente as entregou para seu irmão, Samuel Washington. O filho de Samuel, Lawrence Augustine Washington, construiu e se mudou para a casa com a sua noiva, Mary Dorcas Wood, em 1797. Essa edificação original se tratava de apenas uma ala da que existe hoje, que foi expandida. Os Washingtons moraram lá até 1802, quando venderam a propriedade para Smith Slaughter. Em 1829, a casa passou por ampliações, talvez encomendas por Slaughter ou então por seu sucessor, Joseph Shewater. Os materiais, inclusive tijolos e madeira entalhada, foram importados da Inglaterra.
À época da Guerra Civil Americana, a propriedade pertencia a John R. Flagg. Uma artilharia confederada comandada pelo general Jubal A. Early se estabeleceu ali para combater as forças da União, comandadas por Philip Sheridan, na comunidade de Locust Hill.